# Збірна Ірану з пляжного футболу
Збірна Ірану з пляжного футболу — національна футбольна команда Ірану з цього молодого виду спорту. Управляється Федерацією Футболу Ісламської Республіки Іран (I.R.I.F.F.). Футбольна федерація заснована в 1920 році. Увійшла до ФІФА в 1945 році. 
Пляжний футбол у світі з'явився в 1990-ті (перший чемпіонат світу провели в 1995), в 2005 увійшов до календаря офіційних змагань ФІФА. В 2006 році був проведений перший Азійський відбірковий турнір до чемпіонату світу, на якому збірна Ірану зіграла свої дебютні матчі, кваліфікувалась до участі в світовій першості. З того року іранці пропустили тільки один чемпіонат 2009 (поступившись у вирішальному матчі відбіркового турніру збірній Оману в серії пенальті). За результатами чемпіонатів світу 2005—2011 в рейтингу ФІФА та BSWW збірна посідає 24 сходинку. В першостях АФК займає другу сходинку за перемогами та набраними очками, проте лише четверту за трофеями.
В січні 2013 на турнірі в Катарі стали чемпіонами Азії, кваліфікувались на чемпіонат світу 2013 з першої позиції. Зіграють у групі С разом зі збірними-чемпіонами своїх континентів бразильцями, сенегальцями та бронзовими призерами чемпіонату Європи збірною України.
Очолює команду титулований бразильській фахівець Марко Октавіо порт. Marco Octávio Simoes Barbosa, під його керівництвом бразилійці виграли 6 чемпіонатів світу (з 13, це є найкращим показником серед бразильських тренерів) і єдиний раз в історії здобула чемпіонські нагороди збірна Португалії. Зі збірною Ірану він знайомий з 2007, працював із командою в відбірковому циклі 2010. Крім того, з 2007 року входить до тренерського штабу іранського клубу Shirin Faraz Kermanshah, працює з іншими клубами як у пляжному, так і в звичайному футболі.
В рамках підготовки до чемпіонату світу 2013 збірна Ірану зіграла два товариські матчі з італійцями в Тегерані 28 і 29 серпня. В обох іграх підопічні Октавіо здобули перемоги (7:3 і 5:3). В інтерв'ю після останнього матчу капітан команди підкреслив міць і досвід, які набула збірна, та пообіцяв "здивувати багатьох під час чемпіонату".

## Збірна Ірану на найбільших міжнародних турнірах

### Чемпіонат світу
- З 1995 по 2006 — не брала участь
- 2006 — кваліфікувалася з третього місця чемпіонату Азії; зіграла в груповому турнірі: три поразки (від чемпіонів світу 2005 збірної Франції, Канади (в серії пенальті) та Іспанії), 10 забитих, 18 пропущених голів.
- 2007 — кваліфікувалася з третього місця чемпіонату Азії; зіграла в груповому турнірі: дві поразки (від збірної Португалії (в серії пенальті), США) та перемога над збірною Іспанії), 14 забитих, 14 пропущених голів, друге місце в групі.
- 2008 — кваліфікувалася з третього місця чемпіонату Азії; зіграла в груповому турнірі: три поразки (від Уругваю, збірної Франції (в серії пенальті) та Сенегалу), 8 забитих, 16 пропущених голів.
- 2009 — не пройшла кваліфікацію
- 2011 — кваліфікувалася з третього місця чемпіонату Азії; зіграла в груповому турнірі: три поразки (від Італії, Швейцарії (в серії пенальті) та Сенегалу), 13 забитих, 17 пропущених голів. Негативно відзначились гравці Хасан Абдолаї та Хамед Горбанпкур, які принесли своїй команді три жовті картки (в т.ч. дві в одному матчі), пряму червону, відповідно, два вилучення[2] (найгірший показник тогорічного турніру).

### Чемпіонат Азії
| Статистика участі в чемпіонаті Азії | Статистика участі в чемпіонаті Азії | Статистика участі в чемпіонаті Азії | Статистика участі в чемпіонаті Азії | Статистика участі в чемпіонаті Азії | Статистика участі в чемпіонаті Азії | Статистика участі в чемпіонаті Азії | Статистика участі в чемпіонаті Азії | Статистика участі в чемпіонаті Азії | Статистика участі в чемпіонаті Азії |
| Рік                                 | Результат                           | Ігор                                | Пер                                 | П+                                  | Пор                                 | +                                   | -                                   | +/-                                 | Очок                                |
| ----------------------------------- | ----------------------------------- | ----------------------------------- | ----------------------------------- | ----------------------------------- | ----------------------------------- | ----------------------------------- | ----------------------------------- | ----------------------------------- | ----------------------------------- |
| 2006                                | Третє місце                         | 4                                   | 2                                   | 0                                   | 2                                   | 19                                  | 21                                  | +2                                  | 6 (з 12)                            |
| 2007                                | Третє місце                         | 4                                   | 2                                   | 0                                   | 2                                   | 20                                  | 15                                  | +5                                  | 6 (з 12)                            |
| 2008                                | Третє місце                         | 4                                   | 2                                   | 0                                   | 2                                   | 11                                  | 7                                   | +4                                  | 6 (з 12)                            |
| 2009                                | Четверте місце                      | 5                                   | 3                                   | 0                                   | 2                                   | 20                                  | 12                                  | +8                                  | 9 (з 15)                            |
| 2011                                | Третє місце                         | 5                                   | 3                                   | 1                                   | 1                                   | 23                                  | 11                                  | +12                                 | 8 (з 15)                            |
| 2013                                | Чемпіони                            | 5                                   | 4                                   | 1                                   | 0                                   | 43                                  | 13                                  | +30                                 | 13 (з 15)                           |
| Всього                              | 6/6                                 | 27                                  | 16                                  | 2                                   | 9                                   | 136                                 | 79                                  | +61                                 | 48 (з 81)                           |

## Поточний склад збірної
Заявка на Кубок Азії (лютий 2013)
| № | Поз. | Нац. | Гравець              |
| - | ---- | ---- | -------------------- |
|   | ЗХ   | Іран | Амір Хоссейн Акбарі  |
|   | ЗХ   | Іран | Хассан Абдолахі      |
|   | ЗХ   | Іран | Алі Надері • (К)     |
|   | НП   | Іран | Мохаммад Алі Мохтарі |
|   | НП   | Іран | Фарід Булокбаші      |
|   | НП   | Іран | Мослім Месіґар       |

| № | Поз. | Нац. | Гравець                |
| - | ---- | ---- | ---------------------- |
|   | НП   | Іран | Мохаммад Ахмадзаде     |
|   |      | Іран | Сеййед Пейман Хоссейні |
|   |      | Іран | Мехді Хаджіпур         |
|   |      | Іран | Мехран Моршедізаде     |
|   |      | Іран | Мостафа Кіані          |
|   |      | Іран | Махді Хассані Нозарі   |

Нападник Мохаммад Ахмадзаде — ветеран команди, учасник фінальних частин розіграшу чемпіонату світу ще з 2006 року. Серед найкращих іранських бомбардирів в міжнародних турнірах: Ахмадзаде, Абдолахі, Месіґар, Надері.
 Капітаном збірної є Алі Надері.
Тренер:   Марко Октавіо.